# Tommy Boy
Tommy Boy is een komediefilm uit 1995. De film is geregisseerd door Peter Segal en de hoofdrollen worden vervuld door Chris Farley en David Spade.

## Verhaal
Na zeven jaar studeren aan de Marquette University gaat de hardwerkende student Thomas R. "Tommy" Callahan III (Chris Farley) terug naar Sandusky, Ohio.
Daar geeft zijn trotse vader Tom Callahan Jr. (Brian Dennehy) hem een uitvoerende baan in het familiebedrijf in auto-onderdelen.
Omdat Tommy een baan en kantoor heeft gekregen, maakt Tom Sr. meer verrassingen bekend. Hij is verloofd met een vrouw genaamd Beverly Barish-Burns (Bo Derek) en dat Tommy binnenkort een stiefbroer krijgt, Beverly's zoon Paul (Rob Lowe).
Het eerste grote probleem is dat Tom Sr. sterft aan een hartinfarct tijdens de receptie van zijn bruiloft. Tijdens een overleg na de begrafenis doet de bank beroep op leningen die Tom Sr. had om te betalen voor een nieuwe blokkenrem-divisie.
Tommy is bang dat het familiebedrijf failliet gaat en komt met een idee: geef de bank zijn erfenis als collateraal en ga op een verkoopreis door het land met de ex-assistent van zijn vader, Richard Hayden (David Spade). Tommy en Richard zijn oud-klasgenoten en gaan op weg om het familiebedrijf te redden. Ze vertrekken in Richards Plymouth GTX convertible uit 1967 die vernietigd wordt na een reeks van ongelukken.
Onderwijl wordt bekend dat Paul en Beverly geen moeder en zoon zijn. Ze zijn een getrouwd stel en oplichters die van plan zijn om Tom Sr. te bestelen. In plaats van scheiden en de helft van zijn geld te ontvangen erft zij nu het bedrijf en wil het verkopen aan Ray Zalinsky (Dan Aykroyd), de "auto-onderdelenkoning".
Onderweg zorgt Tommy's hyperactiviteit, onervarenheid en onhandigheid ervoor dat potentiële kopers verjaagd worden. Maar nadat Tommy een ober overhaalt om iets te laten koken nadat de keuken gesloten is, komt Richard achter zijn potentieel. Daarna gaat het verkopen heel erg goed.
Richting het einde saboteert Paul de computers van het bedrijf waardoor tijdens de chaos de deal met Zalinsky toch door kan gaan, ondanks de verkopen van Tommy. De volgende dag in Zalinsky's kantoor in Chicago. Tommy en Richard worden in eerste instantie eruit geschopt. Toen ze in zelfmedelijden wegliepen stopte er een taxi waar de beeldschone Michelle Brock (Julie Warner) uit stapte. Nadat Tommy bewijs tegen Paul en Beverly had verkregen kwam hij met een plan. Met behulp van rode lichtkogels doet hij zich voor als zelfmoordterrorist en gaat terug het gebouw van Zalinsky in. Tommy sluit voor tv-camera's een deal met Zalinsky die dan een koop doet van 500.000 blokkenremmen, waardoor het bedrijf gered wordt. Nadat de cameramensen vertrokken waren geeft Tommy het bedrog toe. Zalinsky zegt dat de koop loos was omdat hij binnenkort toch het bedrijf in handen heeft. Maar Michelle laat een document zien waarin staat dat Paul en Beverly oplichters zijn. Beverly is nooit legaal getrouwd, omdat ze nog getrouwd was met Paul. Omdat het huwelijk vals was, kan ze niks erven, wat betekent dat haar aandelen toebehoren aan Tommy. Omdat Tommy het bedrijf niet wil verkopen gaat de deal met Zalinsky niet door.
Aan het einde van de film wordt Paul naar de gevangenis gebracht en is Beverly onderweg naar een lunchafspraak met Zalinsky. Tommy wordt geïntroduceerd als de nieuwe president van Callahan Auto Inc. Later vraagt Tommy op een meer aan de geest van zijn vader om genoeg wind te blazen waardoor hij naar de kust kan komen voor een date met Michelle.

## Rolverdeling
| Acteur                   | Personage                     |
| ------------------------ | ----------------------------- |
| Chris Farley             | Thomas "Tommy" Callahan III   |
| David Spade              | Richard Hayden                |
| Bo Derek                 | Beverly Barrish               |
| Dan Aykroyd              | Ray Zalinsky                  |
| Brian Dennehy            | Thomas "Big Tom" Callahan Jr. |
| Julie Warner             | Michelle Brock                |
| William Patterson Dunlop | R.T.                          |
| Sean McCann              | Frank Rittenhauer             |
| Zach Grenier             | Ted Reilly                    |
| James Blendick           | Ron Gilmore                   |
| Clinton Turnbull         | Young Tommy                   |
| Ryder Britton            | Young Richard                 |
| Philip Williams          | Danny                         |
| David 'Skippy' Malloy    | Sammy                         |
| Roy Lewis                | Louis                         |
| Addison Bell             | Mr. Brady                     |
| Maria Vacratsis          | Helen                         |
| Colin Fox                | Nelson                        |
| Jonathan Wilson          | Marty                         |
| Pat Moffatt              | Mrs. Nelson                   |
| David Huband             | Gas Attendant                 |
| Julianne Gillies         | Brady's Receptionist          |
| Michael Ewing            | Ticket Agent                  |
| Rob Lowe                 | Paul Barrish                  |